# Marko Arnautović
Marko Arnautović (Wenen, 19 april 1989) is een Oostenrijks voetballer die doorgaans als vleugelaanvaller of als spits speelt. Hij tekende in augustus 2021 bij Bologna, dat circa €3.000.000,- voor hem betaalde aan Shanghai Port. Arnautović debuteerde in 2008 in het Oostenrijks voetbalelftal.
Arnautović speelde op 25 september 2022 zijn 104e interland en passeerde daarmee Andreas Herzog als Oostenrijks recordinternational. Hij maakte op 16 november 2022 zijn 34e interlanddoelpunt. Daarmee evenaarde hij Hans Krankl als nummer twee op de Oostenrijkse topscorerslijst aller tijden.

## Persoonlijk
Arnautović groeide op in zijn geboorteplaats Wenen. Zijn moeder is Oostenrijks en zijn vader Servisch. Ook heeft hij nog een oudere broer, Daniel, die ook profvoetballer is. Daniel werkte in de zomer van 2008 een stage af bij de Go Ahead Eagles, maar kwam niet in aanmerking voor een contract.
Arnautović deed ooit een belofte aan zijn moeder: 'Let maar op, ik word een beroemde voetballer', zo vertelde hij in een interview met Voetbal International. Hij zei dit tijdens het WK van 1998 dat in Frankrijk werd gespeeld. Tijdens zijn vakantie in Griekenland zat hij alleen maar voor de tv om dat toernooi te volgen. Hij genoot van spelers als Ronaldo, Šuker, Zidane en Mijatović. Toen wist hij zeker: 'Ik wil ook zo'n carrière realiseren'.

## Clubcarrière

### Jeugd
Arnautović begon in 1995 met voetballen bij Floridsdorfer AC. De club komt uit de wijk waar hij geboren is, Floridsdorf. In 1998 verruilde hij de club voor Austria Wien, waar hij na drie jaar weer vertrok voor een periode van een jaar bij First Vienna FC 1894, om daarna weer terug te keren. In 2003 ging hij naar SK Rapid Wien. In 2004 keerde hij terug naar Floridsdorfer AC. In het seizoen 2005/06 werd Arnautović kampioen met zijn jeugdelftal. In de zomer van 2006 tekende hij een contract bij FC Twente, waar hij begon in de A-jeugd.

### FC Twente
Arnautović werd gehaald voor de A1 en Jong FC Twente. Er werden vergelijkingen gemaakt met Zlatan Ibrahimović, vanwege zijn stijl van voetballen, maar ook vanwege zijn uiterlijk. Fred Rutten haalde hem bij het eerste elftal van FC Twente. Arnautović zat op 1 april 2007 voor het eerst op de bank tijdens een officiële wedstrijd van het eerste van FC Twente, tegen FC Utrecht. Op 14 april maakte hij op zeventienjarige leeftijd zijn debuut, tegen PSV (2-0 verlies). Arnautović tekende op zijn achttiende verjaardag een contract dat hem tot 2011 aan FC Twente verbond. Tevens kreeg hij te horen dat hij in het seizoen 2007/2008 definitief deel uit ging maken van het eerste elftal. Ondertussen speelde Arnautović nog regelmatig mee met de A-junioren. Op 28 april 2007 werd hij landskampioen met FC Twente/Heracles A1. Hij droeg hieraan bij met 16 doelpunten in 22 wedstrijden. In het eerste elftal kwam hij dat jaar tot twee invalbeurten. In de beloftencompetitie speelde hij nog elf wedstrijden, waarin hij driemaal scoorde.

In seizoen 2007/08 kreeg Arnautović al meer speeltijd in het eerste elftal. Na diverse invalbeurten stond hij op 30 december 2007 voor het eerst in de basis tijdens een officieel duel. In de met 2-0 gewonnen wedstrijd tegen De Graafschap mocht hij in plaats van de geblesseerde Eljero Elia starten op de linksbuiten-positie. Hij werd in de 72e minuut gewisseld voor Niels Wellenberg. Aan het begin van het seizoen, op 11 augustus 2007, won hij met de A-junioren ook de Super Cup. In het duel tegen De Graafschap A1, dat met 6-0 gewonnen werd, scoorde hij één keer. Ook speelde hij nog een competitiewedstrijd met de A-junioren mee, waarin hij tweemaal doel trof. Hierna is hij niet meer uitgekomen voor de A-junioren. Wel was hij een vaste waarde in het beloftenelftal van Cees Lok, waar hij topscorer van werd. Hij maakte 21 doelpunten in 24 competitieduels, waarmee hij een belangrijk aandeel had in het behaalde kampioenschap. Voor het eerste elftal kwam hij dat seizoen tot 14 competitieoptredens, waarin hij twee assists gaf, maar niet scoorde. Het bleef bij één basisplaats. Ook kwam hij tijdens de UEFA Cup en de play-offs in actie.

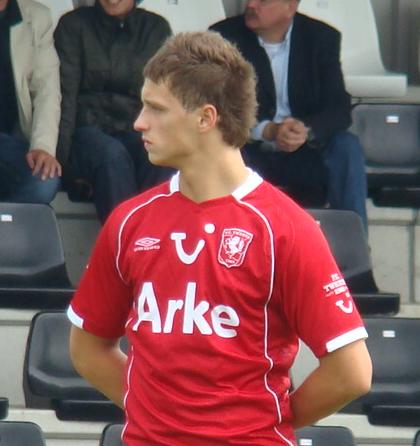
Arnautović tijdens de voorbereiding.

In de voorbereiding op seizoen 2008/09 wist Arnautović diverse malen het net te vinden. In de eerste vier oefenduels tegen amateurverenigingen weet hij al zes maal te scoren. Vervolgens werd op 5 juli 2008 bekend dat Feyenoord hem over wil nemen van FC Twente. Voorzitter Joop Munsterman liet echter weten dat FC Twente Arnautović niet kwijt wil. De interesse leverde hem uiteindelijk een nieuw verbeterd contract op bij Twente, de looptijd (tot medio 2011) blijft echter ongewijzigd. Hij sloot de voorbereiding met FC Twente af als topscorer met twaalf doelpunten, wat hem een basisplaats in het duel in de voorronde van de Champions League tegen Arsenal opleverde. Hij speelde op zijn favoriete positie, centraal in de voorhoede, in plaats van de geschorste Nkufo. Wegens een opgelopen blessure bij Jong Oostenrijk moet hij de return in Londen echter aan zich voorbij laten gaan. Ook tijdens de competitiestart kon hij nog niet in actie komen. In de eerste UEFA Cup wedstrijd tegen Stade Rennais was hij weer fit genoeg om te spelen. Hij nam wederom de plaats Nkufo in, die zijn derde en laatste duel schorsing uitzat. Een week later maakte hij zijn debuut in het bekertoernooi voor Twente. Tegen FC Emmen verving hij Nkufo bij een 0-3-voorsprong. Hij gaf vlak voor tijd de assist op Elia voor de 0-5.
Zijn eerste officiële doelpunt scoorde Arnautović op 18 oktober 2008 in de derby tegen Heracles Almelo. Hij zette de ploeg, nadat hij in het veld was gekomen voor Denneboom, op een 1-0-voorsprong op aangeven van Douglas. Het duel eindigde in een 2-0-overwinning. Zijn tweede doelpunt liet daarna niet lang op zich wachten. De week erop tegen Vitesse opende hij de score en maakte daarna ook de 0-2, wat tevens de eindstand was. De jonge aanvaller weet hierna steeds vaker het net te vinden. Zijn eerste doelpunt in Europa maakte hij in en tegen Marseille. Het was die wedstrijd het enige doelpunt, waardoor de Tukkers wonnen in Frankrijk. Uiteindelijk zou Twente de thuiswedstrijd met 0-1 verliezen en via een strafschoppenserie uitgeschakeld worden. Arnautović schoot wel raak in die serie. In de kwartfinale van het bekertoernooi scoorde hij zijn eerste bekerdoelpunt. In de blessuretijd van de tweede verlenging scoorde hij het enige doelpunt van de wedstrijd en schoot zo FC Twente naar de halve finales.
Na het duel met Willem II, waarin Arnautović een doelpunt voorbereidde en zelf ook eenmaal doel trof, zou de Oostenrijker zich discriminerend hebben uitgelaten tegenover Ibrahim Kargbo. Na het duel maakte de KNVB bekend een vooronderzoek in te stellen naar het plaatsgevonden incident, om te kunnen beoordelen of een vervolging van Arnautović op zijn plaats is. Twee dagen na het incident ontkende Arnautović racistische opmerkingen te hebben gemaakt, noch te hebben gespuugd naar zijn tegenstander. Het incident werd niet door de arbitrage opgemerkt en dus ook niet op het wedstrijdformulier vermeld. Vanwege een gebrek aan wettig en overtuigend bewijs besloot de voetbalbond daarop de zaak te seponeren. 
Op 3 april 2009 kreeg Arnautović weer een kans om op zijn favoriete positie te spelen. Door een schorsing van vaste spits Blaise Nkufo mocht de Oostenrijker als centrumspits starten tegen N.E.C. en wist hij eenmaal te scoren in het duel. Een schot van Kenneth Pérez werd door Arnautović met de hak van richting veranderd en belandde in het doel van Gábor Babos. Het duel eindigde in een 1-1 gelijkspel. Op 17 mei 2009 speelde Arnautović zijn laatste wedstrijd van het seizoen in de bekerfinale tegen sc Heerenveen. Hij moest echter na 12 minuten al het veld verlaten vanwege een blessure. Uiteindelijk verloor Twente het duel na strafschoppen.

### Internazionale
Na de bekerfinale werd bekend dat Internazionale en Chelsea de Oostenrijker in willen lijven. Chelsea bereikte een persoonlijk akkoord met Arnautović. Een blessure aan zijn voet gooide echter roet in eten. Arnautović kwam daarna persoonlijk rond met Internazionale. De clubs kwamen er echter niet uit. Eerst haakte Inter af. De Italianen wilden eerst afwachten of de aanvaller weer fit werd. Wanneer dit het geval was, zal Inter hem in de winterstop overnemen. Over een transfersom waren de clubs het al eens geworden. Wel behield FC Twente de mogelijkheid om Arnautović nog voor het verstrijken van de transfermarkt in augustus aan een andere club te verkopen. Uiteindelijk kwamen Inter en Twente tot overeenstemming om de speler een jaar op huurbasis voor Inter uit te laten komen. Wanneer Arnautović een bepaald aantal wedstrijden speelt zijn de Italianen verplicht de speler voor een vooraf vastgesteld bedrag over te nemen. Toen de transfer niet doorging, keerde de aanvaller terug naar Twente, waar hij dan een contract voor twee jaar met een optie voor een extra jaar overeenkwam. Op 17 oktober 2009 zat Arnautović voor het eerst bij de wedstrijdselectie van Inter. Tijdens het duel tegen Genoa dat Inter met 0-5 won kwam hij echter niet in actie.
Op 6 januari 2010 maakte hij als invaller voor Mario Balotelli drie minuten voor tijd zijn debuut voor Inter tegen Chievo. Uiteindelijk speelde hij drie competitieduels voor de club, wat niet genoeg was om Inter te verplichten Arnautović definitief over te nemen voor het van tevoren afgesproken bedrag. Hij won met Inter drie prijzen, hij werd landskampioen, won de Coppa Italia en de UEFA Champions League, al maakte hij in de twee laatstgenoemde toernooien geen speelminuten. Na een evaluatie van het seizoen 2009/10 zag Internazionale echter af van een definitieve overname, waardoor de gehuurde Arnautović terug zou keren naar zijn werkgever FC Twente.

### Werder Bremen

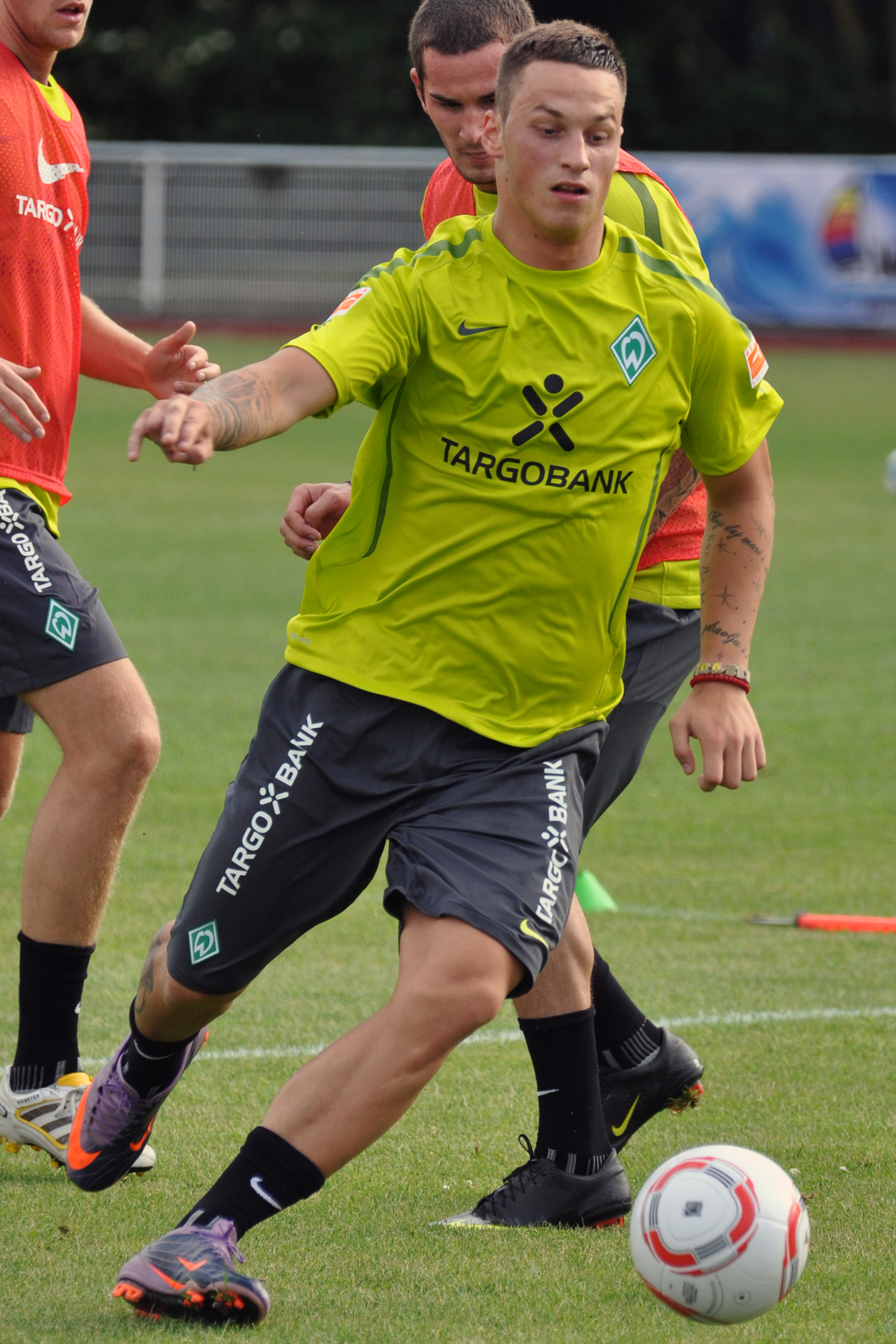
Arnautović op de training.

Op 4 juni 2010 werd bekend dat Arnautović een vierjarig contract tekent bij Werder Bremen. Met de overgang was een bedrag tussen de zes en zeven miljoen euro gemoeid. Hij speelt met rugnummer 7. Op 18 augustus maakt hij zijn officiële debuut voor de club. In de play-off ronde van de Champions League komt hij in de thuiswedstrijd tegen Sampdoria één minuut voor tijd in het veld voor Hugo Almeida. Het duel werd met 3-1 gewonnen. Een paar dagen later maakt hij zijn debuut in de Bundesliga in de uitwedstrijd tegen TSG 1899 Hoffenheim. In zijn tweede competitieduels tegen 1. FC Köln scoorde hij zijn eerste doelpunten voor Bremen. In dat duel trof hij tweemaal doel en gaf hij tevens een assist. 
In de groepsfase van de Champions League werd Bremen gekoppeld aan onder meer de twee voorgaande clubs van Arnautović. In de derde wedstrijd, uit bij FC Twente, wist hij zijn eerste Champions League-treffer te scoren. Het duel eindigde in 1-1. Verdere treffers lieten lang op zich wachtten, terwijl door het gedrag van Arnautović trainer Thomas Schaaf zich genoodzaakt zag de aanvaller in mei 2011 uit de selectie te zetten. Aanleiding voor de actie was het feit dat Arnautović de avond voor het duel met kampioen Borussia Dortmund was wezen stappen. In zijn eerste jaar bij de club kwam Arnautović tot 34 officiële duels, waarin hij vijfmaal doel trof.
In seizoen 2011/12 scoorde Arnautović zijn eerste treffer voor Bremen in de thuiswedstrijd tegen SC Freiburg. Koud in het veld als invaller scoorde hij de 3-2 met het hoofd. Bremen won de wedstrijd met 5-3. Een week later tegen TSG 1899 Hoffenheim was hij opnieuw trefzeker. Op aangeven van Lukas Schmitz scoorde hij de gelijkmaker. Bremen won het duel met 1-2. Nadat hij in maart op een totaal van zeventien competitiewedstrijden en zes doelpunten raakte Arnautović geblesseerd bij het uitlaten van zijn hond, waardoor hij een tijdje uit de roulatie was. In dik drie seizoenen voor Werder kwam Arnautovic tot 84 wedstrijden, 16 goals en 13 assists. 

### Stoke City
In de zomer van 2013 tekende Arnautovic bij Stoke City, dat 2,8 miljoen euro voor hem betaalde. Hij kreeg rugnummer tien van trainer Mark Hughes, die het een coup noemde dat ze Stoke voor een prikkie konden ophalen. Hij maakte op 14 september tegen Manchester City zijn debuut voor Stoke. Op 26 oktober scoorde hij tegen Manchester United zijn eerste doelpunt voor Stoke. In zijn eerste seizoen scoorde Arnautovic vijf keer in 35 wedstrijden en eindigde hij als negende in de Premier League.
Hij verloor zijn basisplaats na de eerste paar wedstrijden van het seizoen 2014/15 en zou uiteindelijk slechts twee keer scoren in 35 wedstrijden. In zijn eerste wedstrijd van het derde seizoen in Engeland scoorde hij in een 2-2 gelijkspel tegen Tottenham Hotspur. Hij scoorde op 7 november tegen regerend landskampioen Chelsea de enige goal van de wedstrijd en scoorde op 5 december beide goals in een 2-0 overwinning op Manchester City. Op 28 december versierde hij in de laatste minuut tegen Everton een strafschop, waarna hij zelf achter de bal ging staan om de winnende 4-3 te maken. Op 27 februari 2016 scoorde hij beide goals in een 2-1 overwinning op Aston Villa. Dat seizoen werd hij topscorer van Stoke met twaalf goals en eindigde hij opnieuw negende. Die zomer verlengde hij zijn contract tot de zomer van 2020, maar hij zou nog maar één seizoen spelen voor Stoke, waarin hij goed was voor zeven goals. In totaal speelde Arnautovic 145 wedstrijden voor The Potters, waarin hij goed was voor 26 goals en 28 assists.

### West Ham United
Op 22 juli 2017 tekende Arnautovic voor vijf jaar bij West Ham United, dat 22,3 miljoen euro voor hem betaalde. Dat was op dat moment een clubrecord. Op 13 augustus maakte hij tegen Manchester United zijn debuut. Zes dagen later werd hij na een halfuur met rood van het veld gestuurd wegens een elleboog in het gezicht van Jack Stephens van Southampton. Op 9 december scoorde hij tegen Chelsea de enige treffer van de wedstrijd en zijn eerste voor West Ham. Hij scoorde in zijn eerste seizoen elf competitiegoals in 34 wedstrijden. Daarmee werd hij uitgeroepen tot speler van het jaar. In zijn tweede seizoen scoorde hij tien keer in 28 competitiewedstrijden.

### Shanghai Port
Arnautovic maakte in de zomer van 2019 voor 25 miljoen euro de overstap naar Shanghai Port. Hier speelde hij in drie seizoenen 39 wedstrijden en scoorde hij twintig goals.

### Bologna
Na een afwezigheid van ruim tien jaar keerde Arnautovic in het seizoen 2021/22 terug in de Serie A. Hij tekende voor twee seizoenen bij Bologna. Hij scoorde op 22 augustus bij zijn competitiedebuut tegen Salernitana. Hij scoorde veertien competitiegoals in zijn eerste seizoen voor Bologna en eindigde daarmee als nummer acht op de topscorerslijst van de competitie, achter onder meer winnaar Ciro Immobile. Hij begon erg goed aan zijn tweede seizoen in Bologna en scoorde zes goals in de eerste zes competitiewedstrijden. Hij viel daarna wat terug in vorm en eindigde op tien competitiegoals. 

### Internazionale
In het seizoen 2023/24 werd hij voor de tweede keer in zijn carrière verhuurd aan Inter. Hij kwam ditmaal tot een stuk meer wedstrijden en scoorde op 29 november in de Champions League tegen Benfica zijn eerste goal voor de club. Hij eindigde op zeven goals en drie assists in 35 wedstrijden. Vervolgens werd hij definitief overgenomen voor een bedrag van 8 miljoen euro. In juni 2025 liep het contract van Arnautović af. Hij verliet hierdoor de Italiaanse club.  

## Clubstatistieken
| Seizoen         | Club             | Competitie       | Competitie | Competitie | Beker | Beker | Continentaal12 | Continentaal12 | Totaal | Totaal |
| Seizoen         | Club             | Competitie       | Wed.       | Dlp.       | Wed.  | Dlp.  | Wed.           | Dlp.           | Wed.   | Dlp.   |
| --------------- | ---------------- | ---------------- | ---------- | ---------- | ----- | ----- | -------------- | -------------- | ------ | ------ |
| 2005/06         | Floridsdorfer AC | Wiener Stadtliga | 19         | 5          | —     | —     | —              | —              | 19     | 5      |
| 2006/07         | FC Twente        | Eredivisie       | 2          | 0          | 0     | 0     | —              | —              | 2      | 0      |
| 2007/08         | FC Twente        | Eredivisie       | 14         | 0          | 0     | 0     | 2              | 0              | 16     | 0      |
| 2008/09         | FC Twente        | Eredivisie       | 28         | 12         | 5     | 1     | 8              | 1              | 41     | 14     |
| 2009/10         | → Internazionale | Serie A          | 3          | 0          | 0     | 0     | 0              | 0              | 3      | 0      |
| 2010/11         | Werder Bremen    | Bundesliga       | 25         | 3          | 2     | 0     | 7              | 2              | 34     | 5      |
| 2011/12         | Werder Bremen    | Bundesliga       | 19         | 6          | 1     | 0     | —              | —              | 20     | 6      |
| 2012/13         | Werder Bremen    | Bundesliga       | 26         | 5          | 1     | 0     | —              | —              | 27     | 5      |
| 2013/14         | Werder Bremen    | Bundesliga       | 2          | 0          | 1     | 0     | —              | —              | 3      | 0      |
| 2013/14         | Stoke City       | Premier League   | 30         | 4          | 5     | 1     | —              | —              | 35     | 5      |
| 2014/15         | Stoke City       | Premier League   | 29         | 1          | 6     | 1     | —              | —              | 35     | 2      |
| 2015/16         | Stoke City       | Premier League   | 34         | 11         | 6     | 1     | —              | —              | 40     | 12     |
| 2016/17         | Stoke City       | Premier League   | 32         | 6          | 3     | 1     | —              | —              | 35     | 7      |
| 2017/18         | West Ham United  | Premier League   | 31         | 11         | 4     | 0     | —              | —              | 35     | 11     |
| 2018/19         | West Ham United  | Premier League   | 28         | 10         | 2     | 1     | —              | —              | 30     | 11     |
| 2018/19         | Shanghai Port    | Super League     | 11         | 9          | 2     | 0     | 2              | 0              | 15     | 9      |
| 2019/20         | Shanghai Port    | Super League     | 18         | 7          | 1     | 0     | 1              | 1              | 20     | 8      |
| 2020/21         | Shanghai Port    | Super League     | 4          | 3          | 0     | 0     | —              | —              | 4      | 3      |
| 2021/22         | Bologna          | Serie A          | 33         | 14         | 1     | 1     | —              | —              | 34     | 15     |
| 2022/23         | Bologna          | Serie A          | 21         | 10         | 2     | 0     | —              | —              | 23     | 10     |
| 2023/24         | → Internazionale | Serie A          | 27         | 5          | 4     | 0     | 4              | 2              | 35     | 7      |
| 2024/25         | Internazionale   | Serie A          | 18         | 4          | 3     | 2     | 7              | 1              | 28     | 7      |
| Carrière totaal | Carrière totaal  | Carrière totaal  | 454        | 126        | 49    | 9     | 31             | 7              | 534    | 142    |

Bijgewerkt t/m 10 juni 2025.

## Interlandcarrière

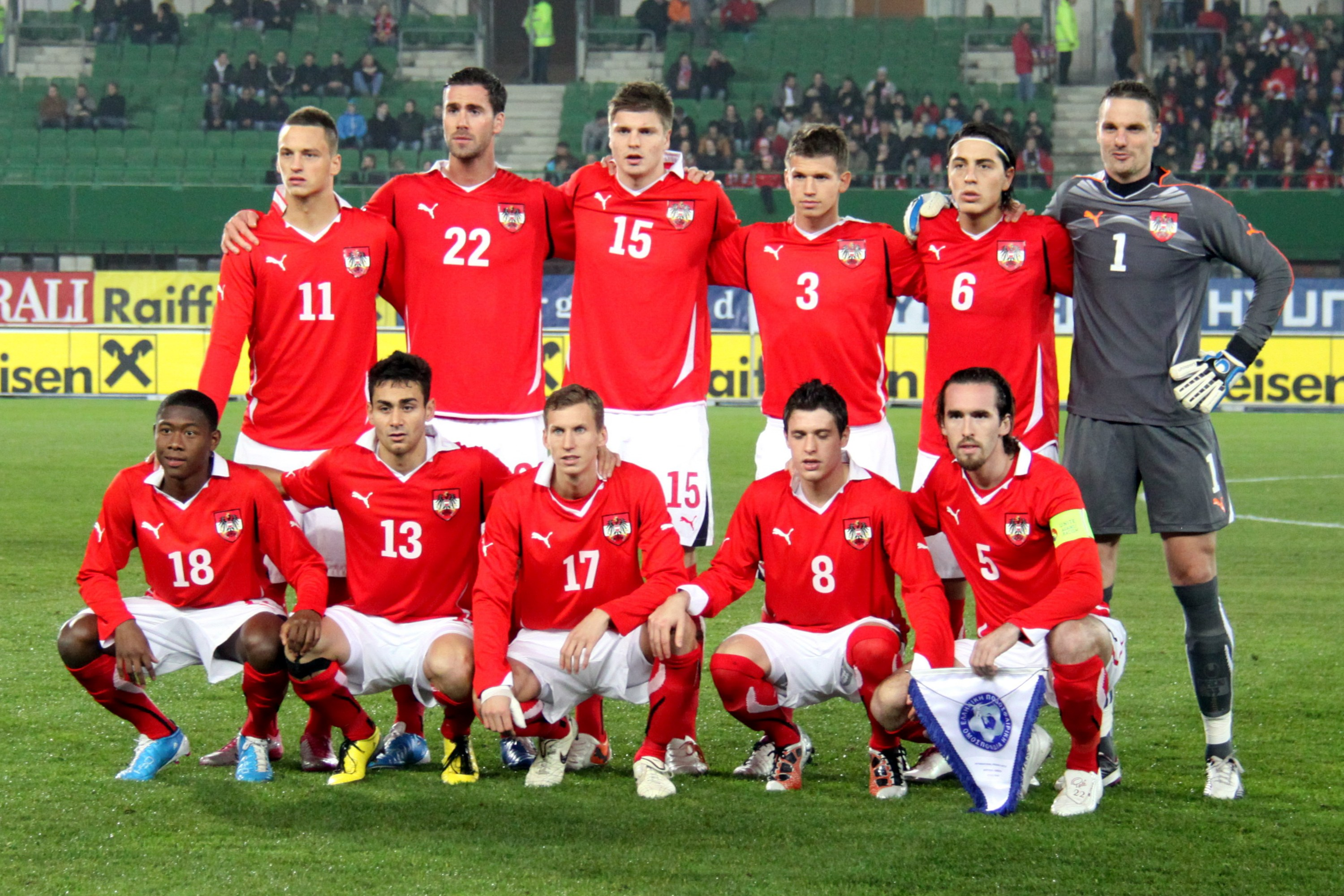
Arnautović (achterste rij, links) voor het duel tegen Griekenland (17 november 2010).

Na in een aantal jeugdselecties te hebben gespeeld, werd Arnautović op 6 oktober 2008 voor het eerst opgeroepen voor het Oostenrijks elftal. Bondscoach Karel Brückner haalde hem bij de selectie na een aantal bij FC Twente opgevraagde dvd's te hebben bekeken. Op 11 oktober 2008 maakte hij zijn debuut voor Oostenrijk. In de met 1-1 gelijkgespeelde WK-kwalificatiewedstrijd tegen de Faeröer viel hij tien minuten voor tijd in voor spits Marc Janko. Nog diezelfde week speelde hij ook zijn tweede interland. In zijn geboortestad Wenen verving hij in de rust Erwin Hoffer. De stand stond op dat moment 0-3 voor Servië. Het zou uiteindelijk 1-3 worden.
Nadat Arnautović het aantal van vijf interlands had bereikt zou het anderhalf jaar duren voor hij een nieuwe uitnodiging ontving. In zijn periode bij Internazionale werd er geen beroep op hem gedaan. In september van 2010 riep bondscoach Dietmar Constantini de aanvaller op voor de EK-kwalificatieduels tegen Azerbeidzjan en België. Arnautović speelt dan inmiddels bij het Duitse Werder Bremen. Bij zijn rentree had hij direct een groot aandeel in de winst op Azerbeidzjan. Hij scoorde twee van de drie treffers en daarmee zijn eerste doelpunten in de A-selectie van Oostenrijk. Ook een paar dagen later in en tegen België was Arnautović trefzeker. Het duel eindigde in 4-4.
Zijn vierde treffer voor Oostenrijk scoorde Arnautović in februari 2011 tegen het Nederlands elftal in een oefenwedstrijd. Hij passeerde Maarten Stekelenburg vanaf elf meter, nadat oud-ploeggenoot Peter Wisgerhof een strafschop had veroorzaakt.
Na een tijdje door de bondscoach gepasseerd te zijn voor de nationale selectie als gevolg van het feit dat hij zich met regelmaat misdroeg, werd hij eind augustus 2011 weer geselecteerd. Constantini legde hem echter wel een spreekverbod van vier dagen op. Hij beloonde zijn terugkeer met een doelpunt tegen Duitsland. Hij kon echter niet voorkomen dat er met 6–2 verloren werd. In oktober 2015 kwalificeerde Arnautović zich met Oostenrijk voor het Europees kampioenschap voetbal 2016 in Frankrijk. Hijzelf maakte drie doelpunten in het kwalificatietoernooi. Oostenrijk werd uitgeschakeld in de groepsfase van het EK na nederlagen tegen Hongarije (0–2) en IJsland (1–2) en een gelijkspel tegen Portugal (0–0).
Arnautović werd op 7 juni 2024 door bondscoach Ralf Rangnick opgenomen in de Oostenrijkse selectie voor het EK 2024 in Duitsland. Oostenrijk werd groepswinnaar in een groep met Frankrijk, Nederland en Polen en werd in de achtste finales uitgeschakeld met een 1–2 nederlaag tegen Turkije. Arnautović kwam als aanvoerder op het toernooi in alle wedstrijden in actie en scoorde met een strafschop tegen Polen.

### Interlands
| Seizoen         | Land            | Vriendschappelijk | Vriendschappelijk | Officieel | Officieel | Totaal | Totaal |
| Seizoen         | Land            | Wed.              | Dlp.              | Wed.      | Dlp.      | Wed.   | Dlp.   |
| --------------- | --------------- | ----------------- | ----------------- | --------- | --------- | ------ | ------ |
| 2008/09         | Oostenrijk      | 2                 | 0                 | 3         | 0         | 5      | 0      |
| 2009/10         | Oostenrijk      | 0                 | 0                 | 0         | 0         | 0      | 0      |
| 2010/11         | Oostenrijk      | 2                 | 1                 | 4         | 3         | 6      | 4      |
| 2011/12         | Oostenrijk      | 4                 | 2                 | 4         | 1         | 8      | 3      |
| 2012/13         | Oostenrijk      | 2                 | 0                 | 6         | 0         | 8      | 0      |
| 2013/14         | Oostenrijk      | 5                 | 0                 | 3         | 0         | 8      | 0      |
| 2014/15         | Oostenrijk      | 2                 | 0                 | 6         | 1         | 8      | 1      |
| 2015/16         | Oostenrijk      | 5                 | 1                 | 7         | 2         | 12     | 3      |
| Carrière totaal | Carrière totaal | 22                | 4                 | 33        | 7         | 44     | 11     |

Laatst bijgewerkt op 24 juni 2016

### Interlanddoelpunten
| #  | Datum            | Stadion                                      | Tegenstander  | Score | Resultaat | Competitie           |
| -- | ---------------- | -------------------------------------------- | ------------- | ----- | --------- | -------------------- |
| 1  | 8 oktober 2010   | Ernst Happelstadion, Wenen, Oostenrijk       | Azerbeidzjan  | 2–0   | 3–0       | EK 2012 kwalificatie |
| 2  | 8 oktober 2010   | Ernst Happelstadion, Wenen, Oostenrijk       | Azerbeidzjan  | 3–0   | 3–0       | EK 2012 kwalificatie |
| 3  | 12 oktober 2010  | Koning Boudewijnstadion, Brussel, België     | België        | 1–2   | 4–4       | EK 2012 kwalificatie |
| 4  | 9 februari 2011  | Philips Stadion, Eindhoven, Nederland        | Nederland     | 3–1   | 3–1       | Vriendschappelijk    |
| 5  | 2 september 2011 | Veltins-Arena, Gelsenkirchen, Duitsland      | Duitsland     | 3–1   | 6–2       | EK 2012 kwalificatie |
| 6  | 1 juni 2012      | Tivoli, Innsbruck, Oostenrijk                | Oekraïne      | 2–1   | 3–2       | vriendschappelijk    |
| 7  | 1 juni 2012      | Tivoli, Innsbruck, Oostenrijk                | Oekraïne      | 3–2   | 3–2       | vriendschappelijk    |
| 8  | 27 maart 2015    | Rheinparkstadion, Vaduz, Liechtenstein       | Liechtenstein | 0–5   | 0–5       | EK 2016 kwalificatie |
| 9  | 9 oktober 2015   | Pod Goricomstadion, Podgorica, Montenegro    | Montenegro    | 2–2   | 2–3       | EK 2016 kwalificatie |
| 10 | 12 oktober 2015  | Ernst Happelstadion, Wenen, Oostenrijk       | Liechtenstein | 1–0   | 3–0       | EK 2016 kwalificatie |
| 11 | 31 mei 2016      | Wörthersee Stadion, Klagenfurt am Wörthersee | Malta         | 1–0   | 2–1       | EK 2016              |

## Opspraak

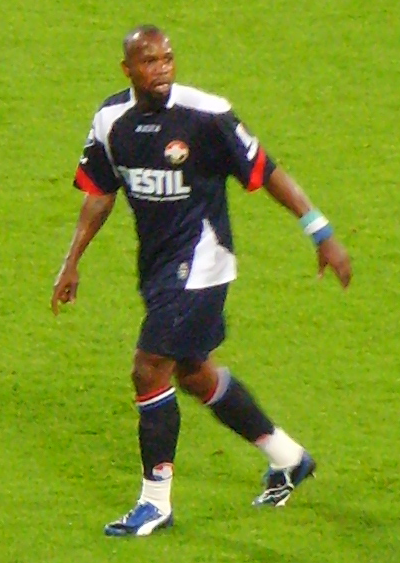
Kargbo verklaarde dat Arnautović racistische opmerkingen naar hem had gemaakt.

Arnautović kwam diverse keren in opspraak. Zo werd hij door Ibrahim Kargbo beschuldigd van racisme, hetgeen nooit hard kon worden gemaakt en altijd door Arnautović zelf is ontkend. In zijn periode bij Internazionale kende hij een moeilijke verstandhouding met zijn coach Mourinho, die hem een gebrek aan mentaliteit verweet. Ook was de vriendschap met medespeler Mario Balotelli een doorn in het oog van de Portugese oefenmeester.
Marko Arnautović is een fantastisch jong talent, maar hij heeft de mentaliteit van een klein kind— José Mourinho over Arnautović in januari 2010, toen hij bij Internazionale speelde.
Ook bij Werder Bremen wekte de Oostenrijker de nodige ergernis op. Zo liet aanvoerder Torsten Frings al vroeg weten dat hij niet blij was met de houding van Arnautović. Hij vond hem arrogant en was van mening dat de aanvaller te vaak een weerwoord had. Later verklaarde Arnautović dat hij veel aan Frings heeft gehad om zijn plek te vinden bij de club.
In 2011 kwam Arnautović opnieuw in opspraak. Bij het nationale elftal zou hij ruzie gezocht hebben met ploeggenoot Stefan Maierhofer. Arnautović zou ontstemd zijn over het feit dat Maierhofer een strafschop zou hebben gemist tegen Turkije en zou deze zelf hebben willen nemen. Daarnaast zou Arnautović Maierhofers's moeder beledigd hebben.
Ik heb naar Arnautović zitten kijken. Zo gek als een haring, die jongen.— René van der Gijp, doorgaans erg gecharmeerd van Arnautović's voetbalkwaliteiten, over hem in maart 2011, na een interland met Oostenrijk.
In mei 2011 bereikte zijn periode bij Werder Bremen een nieuw dieptepunt. Nadat hij de avond voor het competitieduel tegen kampioen Borussia Dortmund was wezen stappen, werd Arnautović door zijn trainer Schaaf uit de selectie gezet.

## Erelijst
Internazionale
- Serie A: 2009/10, 2023/24,
- Coppa Italia: 2009/10
- UEFA Champions League: 2009/10
- Supercoppa: 2023

Individueel
- West Ham United Hammer of the Year: 2017/18
- APA-Fußballerwahl (Oostenrijks Voetballer van het Jaar): 2018